# Epigmenio Ibarra
Epigmenio Carlos Ibarra Almada (Ciudad de México, 18 de septiembre de 1952), conocido como Epigmenio Ibarra, es un productor y periodista mexicano. Fundador de la productora televisiva Argos Comunicación junto a Carlos Payán y a Hernán Vera, fue también corresponsal de guerra en las décadas de 1980 y 1990. Ha sido responsable de telenovelas que insertaron a Televisión Azteca en la competencia de dicho género en México, con producciones como Nada personal y Mirada de mujer.

## Biografía
En la década de los ochenta, Ibarra cubrió como corresponsal la guerra civil de El Salvador, y conflictos bélicos en Nicaragua, Colombia y Bosnia-Herzegovina. Según su compañero Antonio Turok:

Era muy loco, Epigmenio era un personaje muy atrevido, podías ir con él y cruzar dos fronteras. Llegar a donde estaba el ejército y luego seguir caminando y llegar adonde estaba la guerrilla. Él tenía acceso de un lado y del otro.
Antonio Turok en Susi, 2014

La primera entrevista realizada al Subcomandante Marcos en 1994 fue hecha por Ibarra, quien dio un teléfono satelital al líder guerrillero para realizarla. El EZLN daría su confianza al periodista para cubrir las áreas internas del grupo desde el inicio del levantamiento, derivado de ello en septiembre de 1994 se estrenó su documental Viaje al centro de la selva.

## Controversias
El caso de Epigmenio Ibarra ha generado un intenso debate en México, centrado en las acusaciones de favoritismo y posibles conflictos de interés entre el productor y el gobierno de Andrés Manuel López Obrador (AMLO). La controversia surgió cuando se reveló que, en medio de la pandemia de COVID-19, el gobierno otorgó un préstamo considerable a la empresa Argos, propiedad de Ibarra, ascendiendo a 150 millones de pesos, lo que equivale a aproximadamente 7.5 millones de dólares.
Este préstamo ha sido objeto de críticas por varias razones. Primero, se otorgó en un momento en que el gobierno de AMLO tomó la decisión de eliminar 109 fideicomisos que financiaban áreas vitales como la ciencia, el cine, la educación, el deporte y la salud. La justificación oficial para esta medida fue que los fideicomisos facilitaban la corrupción. Sin embargo, la creación de un fideicomiso especial para depositar el dinero del préstamo a Argos ha sido percibida como una contradicción y un acto de favoritismo hacia Ibarra, quien es conocido por ser un defensor acérrimo del presidente y por haber producido documentales que presentan al gobierno de AMLO de manera favorable.
El presidente López Obrador ha defendido la transacción, calificando a Ibarra como un "periodista honesto" y asegurando que el préstamo no constituye un "chayote", término utilizado en México para referirse a los sobornos que políticos dan a periodistas a cambio de cobertura favorable. No obstante, la situación ha planteado preguntas sobre la moralidad y la consistencia de las políticas gubernamentales, ya que mientras se recortaban fondos en sectores clave, se otorgaba un préstamo significativo a un aliado cercano al gobierno.
El periodista Carlos Loret de Mola ha sido uno de los críticos más vocales del préstamo, acusando al gobierno de AMLO de otorgar privilegios indebidos a Ibarra. Además, ha señalado que el préstamo se estableció con condiciones de pago extendidas hasta 2027, lo que sugiere términos financieros potencialmente favorables para Argos.